# 크레이그 암스트롱
크레이그 암스트롱(영어: Craig Armstrong, OBE, 1959년 4월 29일 ~ )은 스코틀랜드의 작곡가이다.

## 서훈
- 2010년 대영 제국 훈장 4등급(OBE) 수훈[1]